# اولم (ماسال)
اولم یک روستا در ایران است که در شهرستان ماسال استان گیلان واقع شده‌است. اولم ۶۵۴ نفر جمعیت دارد. 